# برگ ایم دروتال
برگ ایم دروتال (به آلمانی: Berg im Drautal) یک منطقهٔ مسکونی در اتریش است که در ناحیه اشپیتال آن در دراو واقع شده‌است. برگ ایم دروتال ۱٬۳۷۳ نفر جمعیت دارد.

## خواهرخوانده
شهر لوهفلدن خواهرخواندهٔ برگ ایم دروتال هست.